# توموکو ماتسوناشی
توموکو ماتسوناشی (انگلیسی: Tomoko Matsunashi؛ زادهٔ ۱۴ آوریل ۱۹۷۱) بازیگر، کارگردان فیلم، و فیلم‌نامه‌نویس اهل ژاپن است.